# Соколов, Михаил Николаевич (искусствовед)
Михаи́л Никола́евич Соколо́в (15 мая 1946, Болшево, Московская область, РСФСР — 28 июля 2016, Москва, Россия) — советский и российский искусствовед. Доктор искусствоведения (1991), заслуженный деятель искусств Российской Федерации (1996), член-корреспондент Российской Академии художеств (2012).

## Биография
Окончил отделение истории искусств исторического факультета МГУ в 1971 году. Специализировался на Кафедре всеобщей истории искусства. Своими главными учителями считает члена-корреспондента АН СССР В. Н. Лазарева и члена-корреспондента РАН В. Н. Гращенкова.
В 1979 году защитил кандидатскую диссертацию на тему «Некоторые проблемы развития пейзажа в искусстве Северного Возрождения». Учёную степень доктора искусствоведения получил в 1991 году, защитив диссертации на тему «Бытовые образы в западноевропейском искусстве 15—17 веков. Проблемы зарождения и развития бытового жанра».
В 1971—1979 годах работал редактором отдела изобразительного искусства и архитектуры издательства «Советская энциклопедия», в 1979—1983 годах — заведующим отделом зарубежного искусства журнала «Искусство».
С 1983 года — научный сотрудник Научно-исследовательского института теории и истории изобразительных искусств Российской Академии художеств, впоследствии — главный научный сотрудник отдела зарубежного искусства. Заведовал редакцией искусства издательства «Большая Российская энциклопедия (издательство)» (2002—2004 годы). В 2004—2007 годах был деканом факультета церковно-исторической живописи Российского православного университета святого апостола Иоанна Богослова. Член Общества изучения русской усадьбы.
Жена — И. М. Соколова, историк искусства, исследовательница русской средневековой скульптуры.

## Научная деятельность
М. Н. Соколов — последователь вариативных методов анализа объектов, видов, средств, контролирующих принципов интерпретаций произведений искусства крупнейшего немецкого и американского историка-теоретика искусства Эрвина Панофского и его «таблиц интерпретаций». Соколов применял метод иконологии к исследованию старинного западноевропейского искусства, уделяя в поздних своих работах особое внимание образам природы. Свои научные исследования вывел за рамки западноевропейского искусства, осуществив их на образцах русской художественной традиции, участвуя в экспедициях Общества изучения русской усадьбы.
При поддержке ЮНЕСКО и международных научно-образовательных грантов IREX, П. Гетти, С. Кресса и Дж. Сороса Соколов осуществил музейные и научно-библиотечные исследования в Нидерландах и Бельгии (1987), в Швейцарии, Франции, Германии и Италии (1998), в США (1989), в Принстонском институте перспективных исследований (1991).
Соколов — автор многих статей в «Большой советской энциклопедии», двухтомнике «Мифы народов мира», двухтомнике «Энциклопедия искусства» и в русском электронном варианте энциклопедии «Collier`s» (интернет-энциклопедия «Кругосвет»). Опубликовал первый постсоветский обзор искусства народов России (раздел «Изобразительное искусство и архитектура» в вводном томе «Россия» «Большой российской энциклопедии». Редактор-куратор русского раздела «Grove Dictionary of Art».

## Награды и премии
- Почётное звание «Заслуженный деятель искусств Российской Федерации» (1996)[2]
- Премия Правительства РФ в области культуры за книгу «Принцип Рая. Главы об иконографии сада, парка и прекрасного вида» (2012)[8]

## Основные научные труды
- Соколов М.Н. Образы отчаяния и надежды (Изобразительное искусство капиталистических стран 70-80-х годов). Москва, Знание, 1985. - 49 с.
- Соколов М. Н. Интерьер в зеркале живописи. — М.: Советский художник, 1986. — 232 с. — (Искусство: проблемы, история, практика). — 40 тыс. экз.
- Соколов М. Н. Бытовые образы в западноевропейской живописи XV — XVII веков. Реальность и символика. — М.: Изобразительное искусство, 1994. — 288 с. — ISBN 5-85200-120-1.[9]
- Соколов М. Н. Мистерия соседства. К метаморфологии искусства Возрождения. — М.: Прогресс-Традиция, 1999. — 520 с. — ISBN 5-89826-004-8.[10][11]
- Соколов М. Н. Вечный Ренессанс. Лекции о морфологии культуры Возрождения. — М.: Прогресс-Традиция, 1999. — 488 с. — ISBN 5-89826-003-X.
- Соколов М. Н. Время и место. Искусство Возрождения как перворубеж виртуального пространства. — М.: Прогресс-Традиция, 2002. — 384 с. — ISBN 5-89826-124-9.
- Соколов М. Н. Принцип рая. Главы об иконологии парка, сада и прекрасного вида. — М.: Прогресс-Традиция, 2011. — 704 с. — ISBN 978-5-89826-375-1.[8]
- Соколов М. Н. Три пути в рай. Природа, религия и искусство в пространстве сада. — М.: «Страдиз», «Феория», «Минувшее», 2014. — 736 с. — ISBN 978-5-91796-056-2.
- Соколов М. Н. Борис Кустодиев. — М.: Арт-Родник, 2007. — 96 с. — (Малая серия искусств). — ISBN 978-5-9794-0008-2.
- Соколов М. Н. Павел Филонов. — М,: Арт-Родник, 2008. — 96 с. — (Малая серия искусств). — ISBN 978-5-9794-0094-5.

### Некоторые статьи
- Christ under the Mill of Fortune // Konsthistorisk Tidskrift. — 1983. — № 2. — P. 59—69. — Rev. op.: Brueghel`s «Road to Calvary»
- Un Rinascimento mancato // I Russi e Italia. A cura di V.Strada.. — Milano, 1995. — P. 33—40.
- A Bakhtin Cocktail. The Emblematic Motif of Water Mixed with Wine and Its Iconologic Connotations // Semiotic Inquiry. — 1998. — № 1/2. — С. 187—204.
- Le fonti rinascimentali dell`"idea russa". Da Michelangelo a Vladimir Solov`ev // Rinascimento e antirinascimento. Firenze nella cultura russa fra otto e novecento. — Firenze, 2012. — P. 17—30.